# Lamara Douicher
Lamara Douicher (en arabe : لعمارة دويشر), né le 10 mars 1980 à Tizi Ouzou en Kabylie, est un footballeur algérien.

## Biographie
Lamara Douicher est un milieu de terrain formé au NRB Beni Douala (Wilaya de Tizi Ouzou), signe à la Jeunesse sportive de Kabylie en 2003, avec qui il a gagne trois championnat d'Algérie.

## Palmarès
- Champion d'Algérie en 2004 et 2006 et 2008 avec la Jeunesse sportive de Kabylie
- Vice-champion d'Algérie 2005 et 2007 et 2009 avec la Jeunesse sportive de Kabylie
- Vainqueur de la Coupe d'Algérie 2011 avec la Jeunesse sportive de Kabylie
- Finaliste de la Coupe d'Algérie 2004 avec la Jeunesse sportive de Kabylie